# Астраханцев, Георгий Павлович
Гео́ргий (Его́р) Па́влович Астраха́нцев (1875—?) — рабочий, депутат Государственной думы, участник революционных событий в Ижевске в 1905—1907 годах, член социал-демократической фракции 3-й Государственной думы, занимал колеблющуюся (от меньшевиков к большевикам) позицию.

## Биография
Родился в 1875 году, родом из крестьян Сарапульского уезда Вятской губернии. Выпускник двуклассной министерской школы. С 16 лет, то есть с 1891 года,  работал слесарем на Ижевском оружейном заводе. Имел заработную плату 250 рублей в год. Ко времени выборов в Думу был женат. Состоял в РСДРП, меньшевик.
14 октября 1907 избран в Государственную думу III созыва от общего состава выборщиков Вятского губернского избирательного собрания. Вошёл в состав  Социал-демократической фракций, был близок к её меньшевистскому крылу. Поставил подпись под законопроектом «Об отмене смертной казни». Публиковался  в газете «Живое слово».
По сведениям Охранного отделения в Думе, якобы, был близок большевикам. "Перед выборами в 3-ю Государственную думу проводил нелегальные собрания. По решению уездного Сарапульского окружного суда 12-го июля 1908 года, за организацию без разрешения под открытым небом рядом с  Ижевским заводом публичного собрания приговорён к штрафу в сумме 25-ти рублей. В 1908 году Астраханцев был замечен в сношениях с лицами, проходившими по наблюдению Петербургского охранного отделения за социал-демократической партией и, кроме того, как видно из сообщений Департамента полиции от 9 марта и 28 ноября 1909 года, на его имя по адресу «Государственная дума», высылалась из заграницы нелегальная литература".
Через Астраханцева социал-демократические организации Приуралья, в том числе Ижевска (1911), устанавливали связи с центральными партийными организациями. С его помощью в январе 1911 года возобновил работу разгромленный полицией Ижевский комитет РСДРП. После февральской революции 1917 года — член комитета объединенной Ижевской организации РСДРП, один из лидеров меньшевистского крыла; в 1917—1918 годах — член руководства Ижевской меньшевистской организации. Депутат Ижевского совета (с марта 1917 года), член исполкома (с мая 1917 по ноябрь 1918 года).
Октябрьскую революцию не принял. Один из лидеров местного антибольшевицкого движения. В период Ижевско-Воткинского восстания (август-ноябрь 1918 года) как член исполкома эсеро-меньшевистского совета в Ижевске отвечал за связь со штабом «Народной армии», начальник штаба отряда ижевских повстанцев, который 31 августа 1918 года сверг советскую власть в Сарапуле. В мае 1919 года — член колчаковской комиссии в Ижевске.
Дальнейшая судьба неизвестна.

### Рекомендуемые источники
- Российский государственный исторический архив. Фонд 1278. Опись 9. Дело 32.